# Althagen

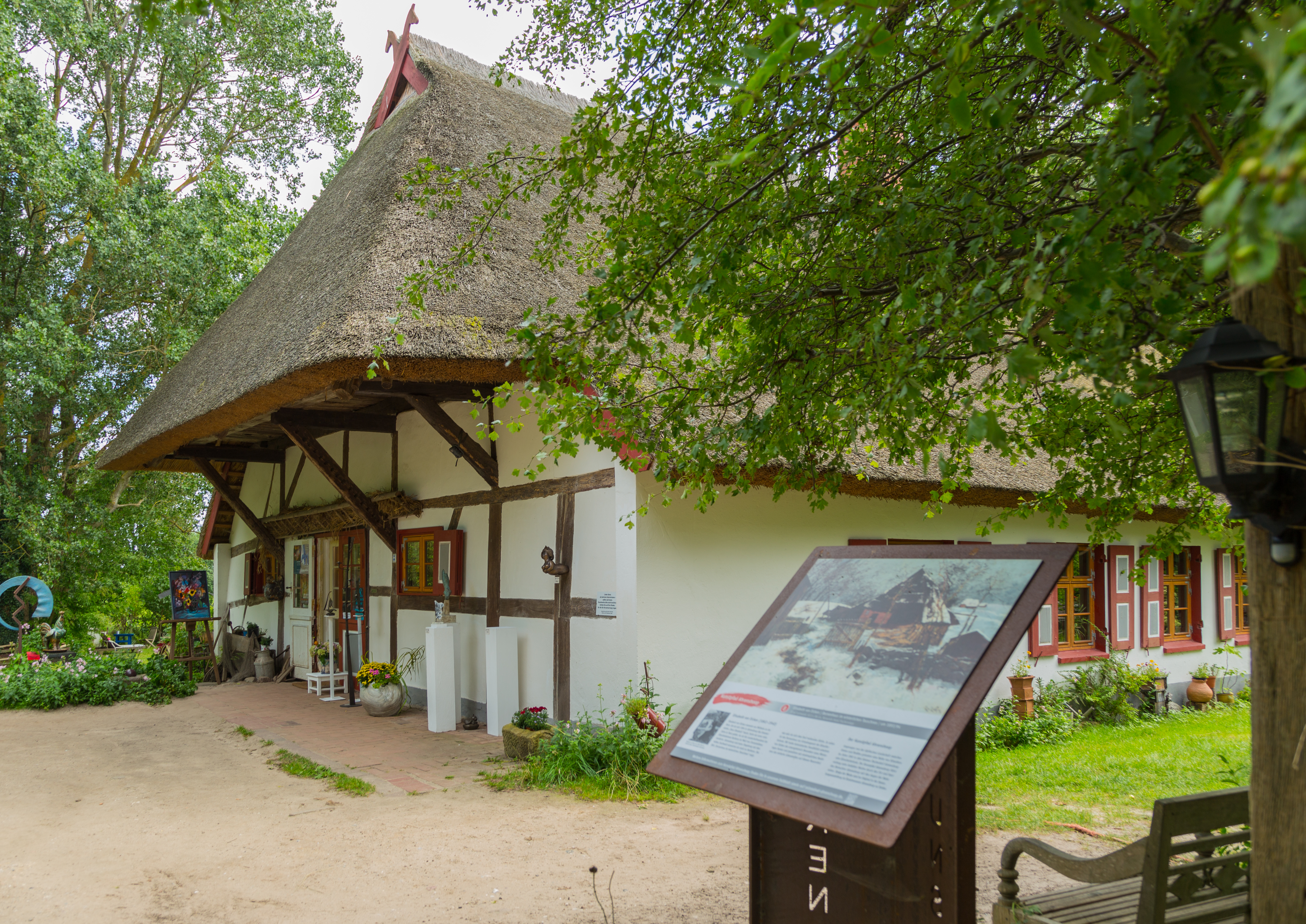
Das Dornenhaus in Althagen

Das Dorf Althagen auf der Halbinsel Fischland-Darß-Zingst in Mecklenburg-Vorpommern ist seit 1950 ein Ortsteil der Gemeinde Ahrenshoop. Bis 1945 verlief zwischen Althagen und Ahrenshoop mehrere Jahrhunderte die Grenze zwischen Mecklenburg und Pommern, der Straßenname Grenzweg erinnert noch heute daran.
Am 1. Juli 1950 wurde Althagen nach Ahrenshoop eingemeindet.

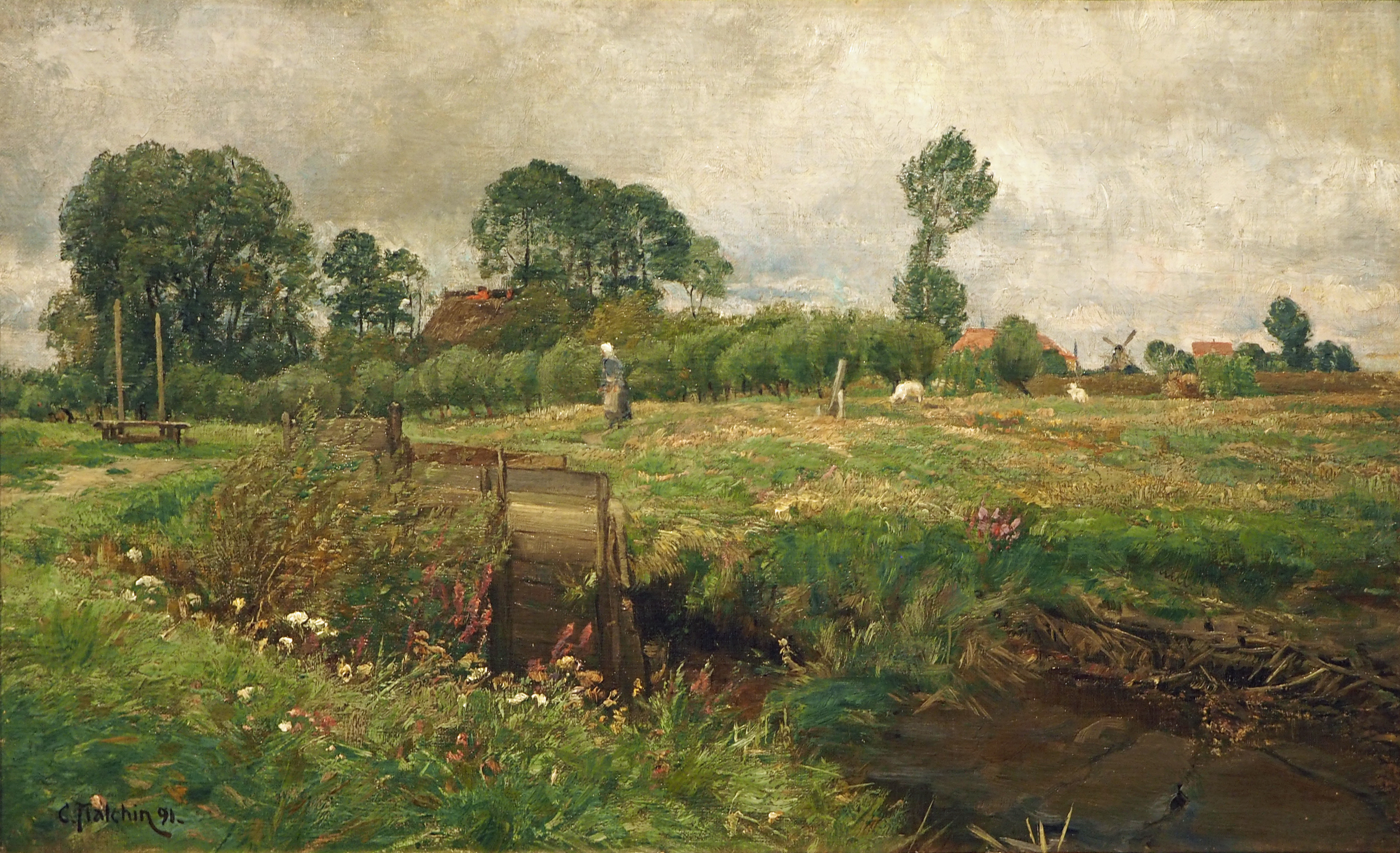
Sommerliche Landschaft bei Althagen von Carl Malchin (1891)

In der Nähe des Steilufers Althagen/Niehagen liegt der Bakelberg. Er ist mit 17,9 Meter über NN die höchste Erhebung auf dem Fischland. Althagen besitzt einen Hafen an der Boddenküste.
In Althagen lebten die Designerin Gertrud Kleinhempel (1875–1948), die Schriftstellerin Käthe Miethe (1893–1961) sowie (ab 1944) das Malerehepaar Fritz Koch-Gotha (1877–1956) und Dora Koch-Stetter (1881–1968). Koch-Stetters 1911 gemaltes expressionistisches Bild Das rote Haus in Althagen gehört bis heute zu ihren bekanntesten Werken.
Die nächste Generation der Künstlerfamilie Koch [-Gotha und -Stetter], die Malerin und Keramikerin Barbara Klünder (1919–1988) und deren Mann, der Maler Arnold Klünder (1909–1976), entwickelten gemeinsam mit der Malerin Frida Löber (1910–1989) und dem Bildhauer und Keramiker Wilhelm Löber (1903–1981) ab 1955 in ihren Keramikwerkstätten die „Fischlandkeramik“.
Seit 1994 finden sich im Althäger Hafen die traditionellen Zeesenboote Mitte September zur abschließenden Fischerregatta ein.